# Cronostasis
La cronostasis (Del grec χρόνος, cronos, "temps" i στάσις, stásis, "estant") és un tipus d'il·lusió temporal en el qual la primera impressió seguida de la introducció d'un esdeveniment nou o tasca al cervell fa semblar que el temps transcorre més lentament Aquest efecte es pot estendre durades aparents per fins a 500 ms i és consistent amb la idea que el sistema visual modela els esdeveniments abans de la percepció d'aquests.
Una ocurrència comuna d'aquesta il·lusió és la coneguda com la il·lusió de rellotge detingut, on la segona maneta d'un rellotge analògic sembla quedar-se quieta per més temps del normal en mirar-la per primera vegada
Aquesta il·lusió també pot ocórrer en l'àmbit auditiu i tàctil. Per exemple, un estudi suggereix que quan algú escolta un to de trucada a través d'un telèfon, mentre repetidament canvia l'auricular d'una orella a l'altre, causa que qui fa la crida sobreestimi la durada temporal entre els tons.

## Mecanisme d'acció
En general, la cronostasis ocorre arran d'una desconnexió en la comunicació entre la sensació visual i la percepció. La informació recollida dels nostres ulls, usualment és directament interpretada per a crear la nostra percepció. Aquesta percepció és la recopilació d'informació que conscientment interpretem a partir d'informació visual. No obstant això, moviments ràpids dels ulls coneguts com a moviments sacàdics poden interrompre el flux d'aquesta informació. Pel fet que l'estudi dins de la neurologia associada amb el processament visual està en procés, nous debats sobre el moment exacte dels canvis en la percepció que condueixen a la cronostasis. Sota es troba una descripció dels esdeveniments en general que condueixen a la cronostasis, usant com a exemple un estudiant mirant des del seu seient a un rellotge.
1. Els ulls reben informació de l'entorn respecte a un enfocament en particular. Aquesta entrada sensorial està enviada directament a l'escorça visual per a ser processada. Després del processament visual, conscientment percebem aquest objecte d'enfocament.[7] En el context d'un estudiant en una aula, els ulls d'un estudiant se centren en un full de paper en el seu pupitre. Els seus ulls recol·lecten la llum reflectida del full de paper i aquesta informació és processada en l'escorça visual, l'estudiant conscientment percep la fulla enfront d'ell.
2. Seguit d'una decisió conscient o una percepció involuntària per part d'un estímul en la perifèria del camp visual, els ulls s'enfoquen en un segon objectiu d'interès.[8] Per a l'estudiant de l'exemple esmentat, això pot ocórrer si el decideix observar un rellotge posicionat enfront de l'aula de classe.
3. Els músculs de l'ull es contreuen i comencen a moure's ràpidament cap al segon objecte d'interès amb un moviment conegut com a moviments sacàdics.[9] an aviat aquest moviment ocorre, un senyal és enviat des de l'ull al cervell. Aquest senyal, coneguda com desencadenador cortical eferente, o còpia de eferencia, comunica al cervell que un moviment sacàdic està per succeir.[10][11] Durant aquest moviment, la sensibilitat de la informació visual recol·lectada pels ulls és considerablement reduïda i, així, una imatge recollida durant el moviment sacàdic és molt borrosa. Per a prevenir que l'escorça visual processi informació borrosa, la informació visual obtinguda pels ulls durant el moviment sacàdic és suprimida en un procés conegut com a emmascarament sacàdic. Aquest mecanisme és el mateix que s'empra per a prevenir un desenfocament de moviment.[12]
4. Continuant amb la finalització del moviment sacàdic, els ulls ara es concentren en el segon objecte d'interès Tan aviat el moviment conclou, un desencadenador cortical diferent s'envia dels ulls al cervell. Aquest senyal comunica al cervell que el moviment sacàdic ha finalitzat. Estimulat per aquest senyal, l'escorça visual reprèn una vegada més el processament de la informació visual. Per a l'estudiant, els seus ulls ja han aconseguit el rellotge i l'escorça visual del seu cervell comença a processar la informació dels seus ulls. Així i tot, aquesta segona desencadenant eferente també comunica al cervell que un període ha estat absent en la percepció. Per a omplir aquest buit en la percepció, la informació visual és processada en una manera coneguda com "antedating" o "backdating". En aquest processament visual el buit és "emplenat" amb informació reunida després del moviment sacàdic. Per a l'estudiant, el buit de temps ocorregut durant el moviment sacàdic està substituït amb la imatge processada del rellotge. Així, immediatament després del moviment sacàdic, la segona maneta del rellotge sembla detenir-se en el seu lloc abans de moure's.[13]

una línia del temps de la sensació i percepció de la cronostasis amb l'exemple de l'estudiant en un saló de classes. Això representa el mecanisme d'acció descrit anteriorment.

En estudiar la cronostasis i les seves causes subjacents, hi ha baix potencial en l'enquadrament experimental. En molts experiments, se'ls demana als participants que realitzin algun tipus de tasca que correspongui a estímuls sensorials. Això podria causar que els participants anticipin l'estímul, conduint així a un biaix. També, molts mecanismes implicats en la cronostasis són complexos i difícils de mesurar. És difícil en dur a terme experiments observar les experiències perceptives dels participants sense estar "dins de les seves ments" A més, els qui realitzen aquests experiments normalment no té accés als circuits neuronals ni als neurotransmissors localitzats dins del crani dels seus subjectes de prova.

## Factors que modulen
A causa de la seva complexitat, hi ha diverses característiques d'accions estimulants i psicològiques que poden alterar la manera en què algú experimenta la cronostasis.

### Amplitud sacádica
Entre més gran l'amplitud (o durada) d'un moviment sacàdic, més gran és la sobreestimació resultant. Entre més hagin de viatjar o moure's els ulls de l'exemple de l'estudiant esmentat amb anterioritat, la percepció de la cronostasis serà més dramàtica. Aquesta connexió dona suport a l'afirmació que la sobreestimació ocorre per a emplenar el temps omès durant l'"emmascarament sacàdic". Això significaria que, si el moviment sacàdic va durar un període més llarg de temps, hi hauria més temps que necessitat per a ser emplenat amb sobreestimació.

### Redirecció de l'atenció
Quan es canvia l'enfocament d'un objecte a un altre, el moviment sacàdic d'un ull ve també amb un canvi d'atenció. En el context de la il·lusió de rellotge que es deté, no sols els ulls es mouen, sinó que també es dirigeix l'atenció cap al rellotge. Això va dirigir als investigadors a qüestionar si el moviment dels ulls o senzillament el canvi de l'atenció de l'observador cap al segon estímul va iniciar l'emmascarament sacàdic. Els experiments en els quals els subjectes de prova desvien únicament la seva atenció sense moure els seus ulls van revelar que el redirigimiento de solament l'atenció no era suficient per a iniciar la cronostasis. Això suggereix que l'atenció no és el marcador de temps utilitzat quan la percepció és omplerta de nou. Més aviat, el moviment físic dels ulls en si mateix serveix com un marcador crític. Així i tot, aquesta relació entre atenció i percepció en el context de la cronostasis és sovint difícil de mesurar i pot ser predisposat en un enquadrament de laboratori. Pel fet que els subjectes poden estar perjudicats si aquests són instruïts a dur a terme accions o per a redirigir la seva atenció, el concepte que l'atenció serveix com a marcador crític per a la cronostasis pot no ser enterament descartat.

### Continuïtat espacial
Seguint amb la recerca, es planteja el dubte de si la cronostasis ocorreria si l'objectiu sacàdic està en moviment. En altres paraules, es dubta de si la cronostasis podria ocórrer si el rellotge (continuant amb aquest exemple) al qual s'està observant estigués en moviment. A través de l'experimentació, els investigadors van descobrir que l'ocurrència de la cronostasis en presència d'un estímul en moviment era dependent de la consciència del subjecte. Si el subjecte no era conscient del moviment de l'objectiu sacàdic, experimentaven la cronostasis. Això és probablement perquè l'antelació no ocorre en cas d'un objecte del qual s'és conscient que està en moviment. En cas que, després del moviment sacàdic, l'ull recau correctament l'el objectiu a veure, el cervell assumeix que aquest objectiu ha estat en aquesta posició al llarg del mov. sacàdic. Si l'objectiu canvia la seva posició durant el moviment sacàdic, la interrupció de la continuïtat espacial fa que l'objectiu sembli nou.

### Propietats d'estímul
Les propietats de l'estímul per si mateix han demostrat tenir efectes significatius en l'esdeveniment de la cronostasis. En particular, la freqüència i el patró d'estímuls afecta la percepció de l'observador de la cronostasis. En relació amb la freqüència, l'esdevenir de molts esdeveniments similars poden exagerar la durada de la sobreestimació fent els efectes de la cronostasis més severs. En relació amb la repetició, els estímuls repetitius apareixen per a ser de durada subjectiva més curta que estímuls nous. Això es deu a supressió neuronal dins del còrtex. La recerca mitjançant diverses tècniques d'imatge ha demostrat que el tret repetitiu de les mateixes neurones corticals fa que se suprimeixin amb el temps. Això ocorre com a forma d'adaptació neuronal.

### Àmbit sensorial
L'ocurrència de la cronostasis s'estén més enllà de l'àmbit visual i també refereix als àmbits auditius i tàctils. En l'àmbit auditiu, cronostasis i la durada de la sobreestimació ocorren quan es tracta d'estímuls auditius. L'exemple més comú és una freqüent aparició quan es fan trucades telefòniques. Si, mentre escoltant el to en marcar del telèfon, els subjectes de recerca mouen el telèfon d'una orella a l'altre, la longitud del temps entre els rings sembla més llarg. En l'àmbit tàctil, la cronostasis ha persistit en els subjectes de prova quan aconsegueixen i agarren objectes. Després de recollir un objecte nou, els subjectes sobreestimen el temps en el qual la seva mà ha estat en contacte amb aquest objecte. En altres experiments,els subjectes que encenen una llum amb un botó es condicionen per a experimentar la llum abans de pressionar el botó. Això suggereix que, de la mateixa manera en què els subjectes sobreestimen la durada de la segona mà mentre la miren, també poden sobreestimar la durada dels estímuls auditius i tàctils. Això ha portat als investigadors a investigar la possibilitat que s'utilitzi un mecanisme de temporització comuna o un esquema de durada temporal per a la percepció temporal d'estímuls en una varietat de dominis sensorials..